# Сквозь слёзы счастья
«Сквозь слёзы счастья» (другое название — «Сквозь слезы к счастью») (пол. Przez łzy do szczęścia) — польский чёрно-белый художественный фильм, снятый в 1939 году режиссёром Яном Фетке на студии «Tempo Film».
Премьера фильма состоялась 31 октября 1943 года.

## Сюжет
Доктор, живущий и работающий в маленьком городке, Ян Манкиевич, основал и опекает детским домом, знакомится с известной актрисой Леной Мервиньской. Любовь к актрисе порождает глубокий конфликт в душе доктора. Ради женщины, которую он любит, ему придется покинуть приют, чтобы отправиться за ней в столицу. В борьбе между женской любовью и лаской и безграничной привязанностью детей изначально побеждает женское сердце. Доктор уезжает, оставив дело к которому он привязан. Но на пороге большой карьеры, следуя голосу долга, Ян отказывается от личного счастья и возвращается к брошенным детям. Известная актриса разрывает зарубежные контракты и решает позаботиться о детях детского дома вместе с любимым мужчиной.

## В ролях
- Ирена Малькевич — Лена Мервиньская, актриса
- Мечислава Цвиклиньская — Жанета, секретарь Лены
- Франтишек Бродневич — Ян Манкиевич
- Тамара Вишневская — Ануся
- Юзеф Орвид — Цяпуткевич, редактор
- Мария Жабчиньская — директор сиротского приюта
- Станислав Гролицкий — профессор Томчыньский, педиатр
- Мария Бухвальд — Веронка, кухарка в сиротском приюте
- Ежи Кобуш — Квапишевский, референт
- Хенрик Малковский — Цёлек, аптекарь (нет в титрах)
- Леопольд Морозович — друг профессора (нет в титрах)
- Александр Богусиньский — Рудский, доктор
- Зыгмунт Хмелевский — импресарио
- Станислав Селяньский — Феликс, шофёр
- Марыся Зарембиньская — девочка
- Ивонка де Петри — девочка
- Лилька Скжипкувна — девочка
- Мария Броневская — Вися (нет в титрах)
- Хелена Зарембина — женщина в лесу (нет в титрах)
- Ежи Пихельский — эпизод (нет в титрах)